# La Science du Disque-monde
La Science du Disque-monde est un livre  (ISBN 978-2-84172-367-6) de Terry Pratchett, Ian Stewart et Jack Cohen, paru en 1999.
Ce livre traite du Globe-monde et de son étude par des membres de l'Université de l'Invisible (notamment Mustrum Ridculle, Cogite Stibon, Rincevent, le bibliothécaire, l'économe et le bagage). Un monde étrange et incompréhensible qui n'obéit qu'aux lois de la causalité (physique), contrairement au Disque-monde où le déroulement des choses est dû principalement au narrativium (impératif narratif : ce qui a une chance sur un million de se produire se produit neuf fois sur dix). Ce monde est d'autant plus étrange qu'il est sphérique et non sous forme d'un disque reposant sur quatre éléphants, reposant eux-mêmes sur une tortue géante nageant dans l'univers vers on-ne-sait-où. Le lecteur comprendra que le Globe-monde n'est autre qu'une métaphore de la Terre.
La structure du livre est particulière : moitié roman, moitié vulgarisation scientifique. Les chapitres impairs racontent l'histoire prenant place dans le Disque-monde tandis que les chapitres pairs vulgarisent les notions scientifiques abordées dans le chapitre précédent. On peut lire le livre en lisant d'abord tous les chapitres impairs et ensuite les chapitres pairs, bien que les scientifiques peu amateurs d'heroic fantasy puissent se limiter au contraire aux seuls chapitres pairs.
Trois suites de ce livre sont parues : La Science du Disque-monde II : Le Globe (2002), La Science du Disque-monde III : L'Horloge de Darwin (en) (2005) et La Science du Disque-monde IV : Le Jugement dernier (en) (2013).

## Thèmes abordés
- Le rapport entre Science et magie
- La fission nucléaire et la bombe nucléaire, via les travaux d'Enrico Fermi
- La création de l'univers, son âge, le Big Bang et le Big Crunch.
- L'expansion de l'Univers (Loi de Hubble) et la Théorie de l'état stationnaire
- L'avenir de l'univers et de la Grande A'Tuin
- La physique quantique
- La gravitation et l'ascenseur spatial
- La relativité d'Albert Einstein
- L'évolution de Darwin
- Le Tableau périodique des éléments (Mendeleïev)
- La Fourmi de Langton
- La vie extraterrestre
- L'origine de la vie
- Les algorithmes évolutionnistes
- Les dinosaures et leur extinction
- Les météoroïdes : les météorites et leurs impacts (Tunguska, le réservoir Manicouagan, Grand Sudbury, le dôme de Vredefort)
- Le nuage d'Oort
- L'intelligence et l'extelligence

## Œuvres citées
Le livre fait référence à de nombreuses œuvres et documents, notamment de vulgarisation scientifique, les voici :
- Evolving the Alien: The Science of Extraterrestrial Life de Ian Stewart et Jack Cohen.
- Une brève histoire du temps de Stephen Hawking
- Pourquoi j'ai mangé mon père de Roy Lewis
- L'Origine des espèces de Charles Darwin
- Alice au pays des merveilles de Lewis Carroll
- Sur la terre des dinosaures, série produite par la BBC
- Esquisse de l'histoire universelle d'H. G. Wells
- Jurassic Park de Michael Crichton
- Fantasia de Walt Disney
- Rencontres du troisième type de Steven Spielberg
- Damned Lies and Statistics: Untangling Numbers from the Media, Politicians, and Activists de Joel Best (Université du Delaware)
- L'Œuf du Dragon de Robert Forward
- la trilogie Mars la rouge, Mars la verte et Mars la bleue de Kim Stanley Robinson
- Les Fontaines du paradis d'Arthur C. Clarke
- De la Terre à la Lune et Autour de la Lune de Jules Verne
- Whit (en) de Iain Banks
- Empire Star de Samuel R. Delany